# ハノイ・メトロ
ハノイ・メトロ（Hanoi Metro, ベトナム語: Đường sắt đô thị Hà Nội）は、ベトナム社会主義共和国の首都ハノイ市における都市鉄道ネットワークである。
かつてのハノイ市内の都市交通は1901年に開通した路面電車（ハノイ市電）が主流であった。全盛期には5路線が存在したが、1989年までに全線が廃止された。路面電車廃止から2021年までハノイ市内の公共交通機関はバスのみとなり、ドイモイ政策導入以降の都市化の進展や経済成長による自動車やバイクの増加も相まってハノイ市内の交通渋滞や大気汚染は深刻な問題となっていた。
これらの事情から1990年代後半以降にベトナム政府やハノイ市人民委員会により都市鉄道の整備計画が幾度にわたり立案され、2003年に『2020年ハノイ交通計画』が策定された。そして、2018年、グエン・スアン・フック首相は、2030年までのハノイ市交通運輸計画案を承認した。

## 建設
2010年9月25日にフランスのアルストム社によって3号線の建設が開始された。続いて2011年10月10日には中国の中鉄六局集団有限公司によって2A号線の建設が開始された。
2A号線は、2018年9月20日に試運転を開始し、2019年のテト（2月5日）前に開業を目指していたが、幾度かの開業延期を経て2021年11月6日に開業した。

## 路線
2016年3月31日にはグエン・タン・ズン首相により2030年までに高架および地下から成る8路線を建設することが決定された。1号線および2A号線は交通省、その他の路線についてはハノイ市人民委員会が出資する。

### 営業中
- 2A号線：2021年11月6日 開業
- 3号線：2024年8月8日開業

| 記号 | 路線番号 | 路線名         | 区間                        | 区間                    | 開業日        | 駅数 | 路線長 (km) | 車庫       |
| ---- | -------- | -------------- | --------------------------- | ----------------------- | ------------- | ---- | ----------- | ---------- |
| C    | 2A号線   | カットリン線   | カットリン駅 (ドンダー区)   | イエンギア駅 (ハドン区) | 2021年11月6日 | 12   | 13.5        | フールオン |
| V    | 3号線    | ヴァンミエウ線 | ニョン駅 (バクトゥリエム区) | カウザイ駅 (バディン区) | 2024年8月8日  | 8    | 8.5         | ニョン駅   |

### 建設中
- 3号線：2027年以降開業予定

| 記号 | 路線番号 | 路線名         | 区間                    | 区間                      | 開業日     | 駅数 | 路線長 (km) | 車庫     |
| ---- | -------- | -------------- | ----------------------- | ------------------------- | ---------- | ---- | ----------- | -------- |
| V    | 3号線    | ヴァンミエウ線 | カウザイ駅 (バディン区) | ハノイ駅 (ホアンキエム区) | 2027年以降 | 4    | 4           | ニョン駅 |

### 計画中
- 1号線：ゴクホイ（Ngọc Hồi） - ヴァンディエン（Văn Điển） - ハノイ駅 - イエンヴィエン（Yên Viên） - ズオンサー（Dương Xá）
  - ヴァンディエン - ハノイ駅 - イエンヴィエン間はハノイ・ドンダン線と南北線を複線化・電化・高架化の上で三線軌条にて建設予定である[2]。
- 2号線：ノイバイ国際空港（Nội Bài） - ナムタンロン（Nam Thăng Long） - ホアンホアタム（Hoàng Hoa Thám） - ホアンキエム湖（Hồ Hoàn Kiếm） - ハンバイ（Hàng Bài） - ダイコヴィエト（Đại Cồ Việt） - トゥオンディン - 第2.5環状線 - ホアンクオックヴィエト（Hoàng Quốc Việt）
- 3号線：チョイ（Trôi） - ニョン、ハノイ駅 - ホアンマイ（Hoàng Mai）
- 4号線：メリン（Mê Linh） - ドンアイン（Đông Anh） - サイドン（Sài Đồng） - ヴィントゥイ（Vĩnh Tuy） - コーニュエ（Cổ Nhuế） - リエンハ（Liên Hà）
- 5号線：ヴァンカオ（Văn Cao） - ゴクカイン（Ngọc Khánh） - タンロン通り（Đại lộ Thăng Long）- 第4環状線 - ホアラック（Hòa Lạc）
- 6号線：ノイバイ国際空港 - フージエン - ハドン - ゴクホイ
- 7号線：メリン - ニョン - ヴァンカイン（Vân Canh） - ズオンノイ（Dương Nội）
- 8号線：ソンドン（Sơn Đồng） - マイズィック（Mai Dịch） - 第3環状線 - リンナム（Lĩnh Nam） - ズオンサー
- 10号線：ソンタイ(Sơn Tây) - ホアラック - スアンマイ（Xuân Mai）[3]

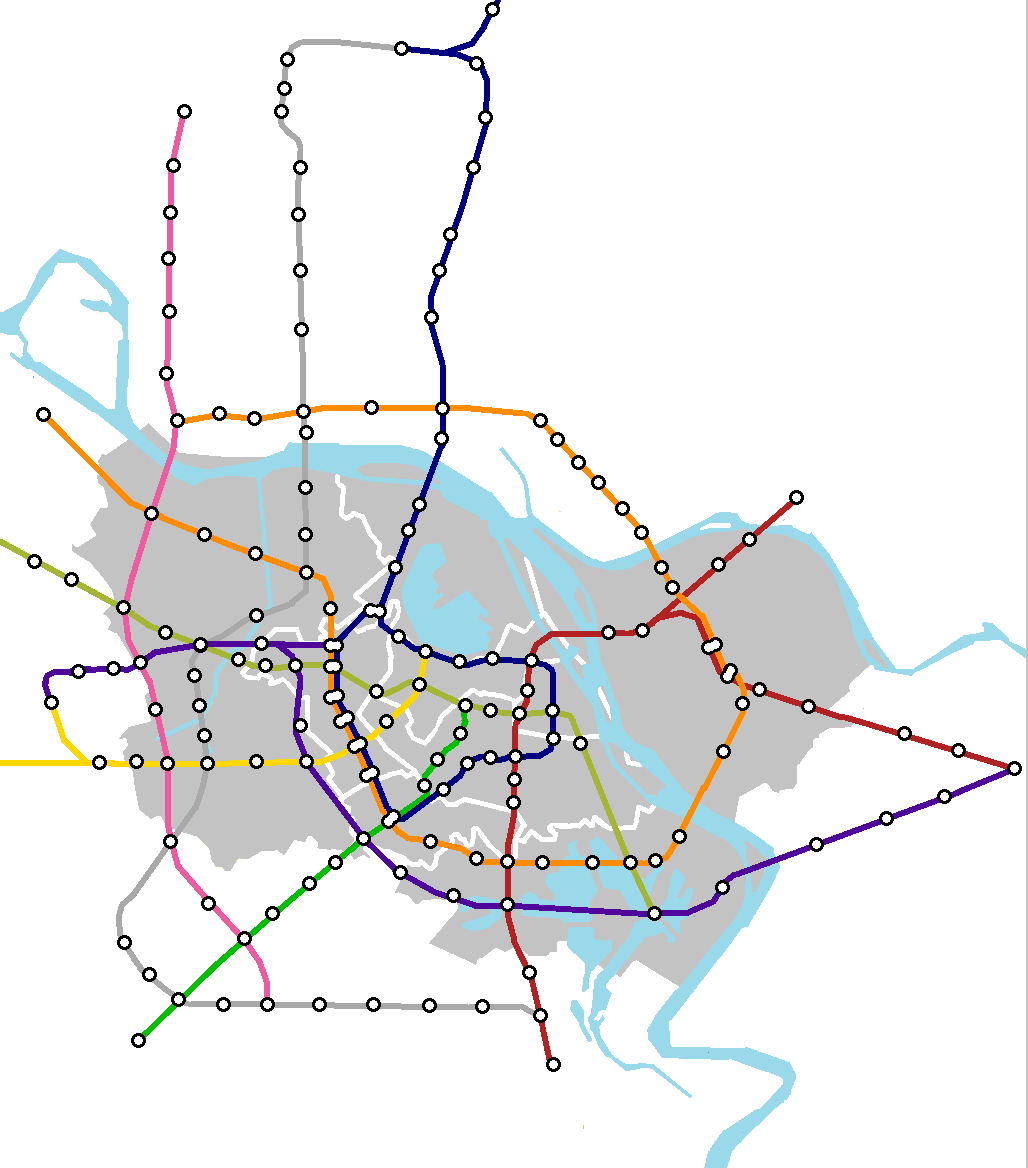
2030年時の路線予定図

| 記号 | 路線番号 | 区間                                      | 駅数 | 路線長 (km) | 開業予定年 |
| ---- | -------- | ----------------------------------------- | ---- | ----------- | ---------- |
| L    | 1号線    | ゴクホイ ↔ ヴァンディエン                 | 未定 | 26          | 未定       |
| L    | 1号線    | ザーラム ↔ ズオンサー                     | 未定 | 10          | 未定       |
| H    | 2号線    | ノイバイ国際空港 ↔ ナムタンロン           | 未定 | 18          | 未定       |
| H    | 2号線    | ナムタンロン ↔ チャンフンダオ通り         | 10   | 11.5        | 2027年     |
| H    | 2号線    | チャンフンダオ通り ↔ タインスアン         | 6    | 6           | 未定       |
| H    | 2号線    | タインスアン ↔ ホアン・コック・ヴィエット | 未定 | 7           | 未定       |
| V    | 3号線    | チョイ ↔ ニョン                           | 未定 | 6           | 未定       |
| V    | 3号線    | ハノイ ↔ イエンソー                       | 7    | 8.7         | 2028年     |
| T    | 4号線    | メリン ↔ リエンハ                         | 未定 | 54          | 未定       |
| K    | 5号線    | ヴァンカオ ↔ ホアラック                   | 21   | 38.4        | 2026年     |
| N    | 6号線    | ノイバイ国際空港 ↔ ゴクホイ               | 未定 | 43          | 未定       |
| Đ    | 7号線    | メリン ↔ ズオンノイ                       | 未定 | 28          | 未定       |
| M    | 8号線    | ソンドン ↔ ズオンサー                     | 未定 | 37          | 未定       |